# 1994年台湾海峡地震
1994年台湾海峡地震是1994年9月16日协调世界时6时20分（即中原標準時間14时20分）发生于台湾海峡南部震级7.3级的强烈地震，震中位于北纬22°36'，东经118°41'，距离中国大陆约150至180公里，距離台灣西南部約150公里，震源深度10至20公里，大陆沿海最高烈度为Ⅵ度，是台湾海峡南部海域继1918年南澳大地震后发生的最强烈的一次地震。

## 影响
地震震感范围大，有感面积估计在120万平方公里以上，广东东部汕头、潮州、揭阳和福建南部漳州、厦门等地区有强烈震感，而广州、香港、澳门、上海、合肥、武汉、长沙、南宁均报告有震感。地震共造成4人死亡，经济损失近2亿元人民币。
此次地震在香港歷史上造成少見的較強震感，在香港錄得修訂麥加利烈度V至VI級，是香港开埠后继汕头大地震之后记录到的第二强烈地震。在台灣錄得之震度為澎湖4級、高雄3級、台北2級。此次地震也引發小规模的海嘯，在台灣澎湖錄得高度為38公分，福建東山為18公分。

## 伤亡人数
虽然地震震级大，并造成强烈震感，但由于距离中国大陆福建较远（150公里），因此破坏相对较小，人员伤亡较少。地震共造成4人死亡，799人受伤，其中重伤110人，超过一半的受伤人员都是正在上课的中、小学学生。广东省汕头市、潮州市、揭阳市、惠州市和福建省漳州市、厦门市、福州市有人员伤亡报导。汕头市（2人）、潮州市（1人）、漳州市（1人）有人员死亡报导。其中，汕头市下属潮阳市有13所小学的学生由于出逃时缺乏老师的有效引导，互相挤压踩踏，造成2死144伤的严重悲剧。